# Egyesült Magyar Ifjúság
Az Egyesült Magyar Ifjúság (EMI) főként a Magyarország közigazgatási területén felépülő szervezettel rendelkező, de az egész Kárpát-medencére kiterjedő tevékenységet folytató és a kárpát-medencei magyarság szállásterületén szerveződő hasonló célú egyesületekkel, társadalmi szervezetekkel szorosan együttműködő, azokat segítő szervezet.

## Megalakulása
Az egyesületet a Kárpát-medence minden részéről összegyűlt fiatalok 2003. december 14-én hívták életre. 2004. május 2-án megismételt közgyűlésen módosították annak alapszabályát. A 2005. december 10-i közgyűlésen határoztak a szervezet közhasznú jogállásúvá alakításáról (az 1997. évi CLVI. törvény alapján), majd a bíróság hiánypótló felhívásának eleget téve megismételt közgyűlésen ismételten módosították az alapszabályt. 2008. február 9-én a közgyűlés döntött a szervezeti felépítés megváltoztatásáról, az alapszabály ennek megfelelő módosításáról és egységes szerkezetbe foglalásáról.

## Célja, hitvallása
Az Egyesült Magyar Ifjúságot azzal a céllal hívták életre alapítói, hogy a magyar ifjúságot közösségekbe szervezvén hitében, magyarságtudatában és kultúrájában megtartsa, egyúttal nemzetünk szebb jövőjének szolgálatába állítsa, a magyarságot ezredéves szállásterületén megőrizve gyarapítsa. Az EMI közvetlen politikai tevékenységet nem folytat, a szervezet pártoktól független és azoknak anyagi támogatást nem nyújt.
Az EMI legfőbb céljai:
- a magyar nemzet politikai, gazdasági és kulturális egységének újrateremtése az önrendelkezési elv alapján
- a magyar nemzet számbeli növekedése, a család és a gyermek védelme, gazdasági és kulturális gyarapodása
- a magyarság tagjait ért jogsérelmek orvoslása és a nyilvánosság tájékoztatása, különösképpen az elcsatolt területeken élő magyar közösségek máig tartó jogfosztottságának felszámolása
- a magyar nyelv és kultúra megóvása és ápolása
- a magyarság tagjaiban az egészséges nemzeti öntudat, a nemzethűség és a tevőleges áldozatkészség erősítése, a közösség értékeinek és jelképeinek (Szent Korona, magyar Himnusz, Nemzeti lobogó és a magyar címer) tisztelete
- tevékenységeiben a legszorosabb együttműködés a történelmi keresztény egyházakkal, illetve más, a nemzet boldogulását és gyarapodását szolgáló szervezetekkel.

Hitvallása
Idézet az EMI Hitvallásából: „Célunk új reformkor beindítása, népünknek újra meg kell tanulnia magyarul érezni, gondolkodni és még inkább: cselekedni. Rajtunk és az utánunk következő nemzedékeken múlik, lesz-e szabad, hitében, erkölcsében, nemzettudatában erős és gyarapodó magyarság a Kárpát-medencében”
Jelmondata
Az egyesület Wass Albert Hontalanság hitvallása c. versének záró sorát választotta jelmondatául, mely egy mondatban fejezi ki a szervezet tevékenységének, hitvallásának lényegét: „Töretlen hittel ember és magyar”.

## Szervezeti felépítése
Közgyűlés
Az EMI legfőbb döntéshozó szerve a Közgyűlés, amelyet a tagok összessége alkot és legalább évente egyszer ülésezik. A közgyűlés az egyesületet érintő minden kérdésben dönthet, határozatait – az alapszabály eltérő rendelkezése hiányában – egyszerű szótöbbséggel, nyílt szavazás útján hozza. A közgyűlésen minden tagnak egy szavazati joga van.
Elnökség
Az Elnökség egy ötfős testület, melynek tagjait a Közgyűlés választja 1 évre. Az Elnökség megbízatása idejére, saját tagjai sorából kétharmados többséggel választhatja meg illetve mentheti fel nem megfelelő feladatellátás esetén az Elnököt és a három Alelnököt. Az Elnökség legfőbb feladata az alapszabályban rögzített, valamint a közgyűlés által elfogadott célok és feladatok megvalósítása, valamint két közgyűlés között a szervezet irányítása. Az elnökség jogosult állandó és ideiglenes bizottságokat, illetve munkacsoportokat létrehozni.
Elnök
Az Elnök a szervezet első embere, a média és más szervezetek előtt az EMI első számú, aláírási joggal rendelkező képviselője. Nyilvános gyűléseken az EMI nevében beszédet mondhat, nyilatkozatot tehet, hivatalos véleményt nyilváníthat. Az Elnök akadályoztatása esetén az általa – ennek hiányában az Elnökség által – kijelölt Alelnök látja el az elnök feladatait.
Tagság
A tagsági viszony keletkezéséről és megszűnéséről, valamint az egyesület tagjának jogairól és kötelességeiről az alapszabály rendelkezik.
Az EMI tagja lehet az a természetes személy, aki
-  magyar nemzetiségű, vagy azonosságot vállal a magyarság közösségével és kultúrájával;
-  tizennegyedik évét betöltötte, de nem töltötte be harminckilencedik életévét;
-  az alapszabályban foglaltakkal egyetért, azt magára nézve kötelezőnek tartja;
-  legalább két szervezeti tag ajánlásával rendelkezik.

## EMI-táborok
Az egyesület az alapszabályában is vállalt célok megvalósításának kiemelt eszközeként tekinti az évente megrendezésre kerülő nemzeti táborokat, amelyek amellett, hogy tartalmas kikapcsolódást nyújtanak az oda ellátogató fiataloknak, az anyaország és az elcsatolt területek közti kapcsolatot is hivatottak szolgálni. Mindezt azzal, hogy találkozóhelyet biztosítanak a Kárpát-medence magyar fiataljai számára, így a délvidéki, erdélyi, felvidéki és magyarországi fiatalok együtt élhetik át a nemzeti összetartozás érzését.
Az évről évre megrendezésre kerülő EMI-táborok közös sajátossága (a fentiek mellett) a programok gondos kiválogatása és felépítése. A több napos rendezvények során napközben színvonalas, tartalmas előadások zajlanak a tábor területén, illetőleg kerekasztal-beszélgetések szolgálják az egyes nézőpontok bemutatását különböző témákkal kapcsolatban. A napi programot továbbá különböző kézműves-foglalkozások, gyermekprogramok, mesejátékok, valamint íjászat, jurtaállítás és a Kárpát-medence magyar borait bemutató borkóstolók alkotják, végül este nemzeti rock-koncertek zárják a napot.
A táborok helyszínei: az erdélyi EMI-táborokat Gyergyószentmiklóson szervezi minden év augusztusában az Egyesült Magyar Ifjúság erdélyi testvérszervezete, az Erdélyi Magyar Ifjak, míg a délvidéki táborok különböző helyszíneken zajlottak (Palics, Ada, Zentagunaras). Az anyaországi tábor helyszíne 2009 júniusában a kenderesi Horthy-kastély volt, 2011-ben pedig a Kaposvár melletti desedai kemping.

## EMI-Klub
Az EMI-Klub az éves táborok legjobb hagyományait követve a fővárosban valósítja meg ugyanazt a küldetést, amelyet az EMI-táborok hivatottak megvalósítani kárpát-medencei méretben. A Bajcsy-Zsilinszky út 59. szám alatt található klubhelyiség a fővárosban élő/tartózkodó, nemzetben gondolkodó fiatalság rendszeres találkozóhelye kíván lenni az EMI célkitűzései szerint, de az ifjúság mellett más csoportokat is meg kíván szólítani változatos programjaival.
Ezek között szerepelnek állandó és alkalmi rendezvények. Előbbiek közé tartozik a ZeneKlub, melynek keretében az EMI-táborokból is ismert előadók lépnek fel a budapesti klubban. A FilmKlubban az egyesület által vallott szellemiségnek megfelelően válogatott filmalkotásokat vetítik. Az IdeaKlub az EMI-táborok előadásait hozzák el a fővárosi EMI-központba, mint ahogy a havi rendszerességgel megrendezett borkóstolók is ismerősek az EMI-táborokból (BorKlub). Az ép testben ép lélek klasszikus elvét követve a  TúraKlub azoknak szól, akik szeretnének kimozdulni a főváros forgatagából és próbára tenni állóképességüket. Az EMI-Klub ad helyet a közéleti és kulturális tevékenységet folytató Tolcsvay-klubnak is. A számos programlehetőség közötti tájékozódást és válogatást az EMI-Klub önálló honlapja segíti.

## Pro Unitate Hungarorum – A magyarság egységéért díj
Az Egyesült Magyar Ifjúság elnöksége 2005 decemberében, az egyesület által fekete betűs gyásznapként tekintett 2004. évi december ötödiki népszavazás (a határon túli magyarok kettős állampolgárságáról) évfordulóján, a népszavazás kudarca és káros következményei kapcsán alapította meg a Pro Unitate Hungarorum – A magyarság egységéért díjat. A díjat olyan jeles magyar személyiségeknek ítéli oda évente az EMI elnöksége, akik a díj alapító okiratának preambulumában megfogalmazottak szellemiségében végzik munkásságukat. Idézet a preambulumból: „Az Egyesült Magyar Ifjúság, mint a kárpát-medencei magyarság sorsának jobbra fordulásáért tenni akaró, a nemzet egységéért küzdő civil szervezet hálával és köszönettel tekint azokra a magyarokra, akik a nehéz időkben is helyt álltak, s példát mutattak állhatatosságból, alázatból és forró hazaszeretetből. Tisztelettel adózik azon nemzettársaink munkássága előtt, akik szűkebb közösségük érdekeit mindig szem előtt tartva az egységes magyar nemzet ügyének tettek pótolhatatlan szolgálatot, akik nehéz helyzetben is gondolkodás nélkül álltak ezen szent ügy élére s ezzel példát mutattak mindannyiunknak. Az Egyesült Magyar Ifjúság ezért – hálával és tisztelettel gondolva korunk nemzetmentő magyarjaira – munkásságuk elismeréseképpen díjat alapít, melyet 2005-től kezdődően minden év december ötödikén ad át az arra érdemesnek tartott személynek".
Az EMI eddigi díjazottai:
- Szigeti János, a felvidéki Búcs község polgármestere (2005)
- Dextramédia (2006)
- Ferkó Zoltán (2007)
- Radics Géza (2008)

## Az EMI tevékenységének főbb pontjai

### 2003
- A nyár folyamán (még az egyesület hivatalos megalakulása előtt): tekintélyes mennyiségű – mintegy 600 darab – magyar nyelvű tankönyv eljuttatása a délvidéki magyaroknak. A szállítmány elsősorban a szórványban élő magyarokat célozta meg, ezzel is hozzájárulva magyarként való megmaradásukhoz
- november 8: 1956-os megemlékezés Topolyán. Az előadók között szerepelt Wittner Mária, egykori halálraítélt, Mihajlovics Sándor és Maurer Oszkár (az EMI alapítója és első elnöke), aki ekkor jelentette be az EMI megalakulását
- november 22: az EMI fővárosi tagszervezete Marosvásárhelyre látogatott, ahol az Erdélyi Magyar Ifjak nevet viselő szervezet tagjaival találkoztak. A találkozón döntés született az Erdélyi Magyar Ifjak csatlakozásáról az Egyesült Magyar Ifjúsághoz
- december 1: könyvcsomagok és egyéb adományok eljuttatása Kárpátaljára, a nagydobronyi református püspöknek
- december 14: az EMI alapító közgyűlése
- december 19: jótékonysági est a kárpátaljai, csángó és szerémségi magyarok támogatását célul kitűző Összetartozunk Alapítvány javára

### 2004
- február 20-21: 24 órás felolvasómaraton Wass Albert műveiből. A felolvasás helyszínei az alábbiak voltak: Kolozsvár, Marosvásárhely, Szatmárnémeti, Nagyvárad (Erdély), Királyhalom, Szenttamás (Délvidék), Rév-Komárom és Kassa (Felvidék), Beregszász (Kárpátalja), Miami (USA), Toronto (Kanada), Szolnok, Ontario (Kalifornia-USA), Phoenix (Arizona-USA), Sarasota (Florida USA), Debrecen és Budapest
- március 15: aláírásgyűjtés a határon túli magyarok kettős állampolgárságáért. Az egyesület a továbbiakban is kiemelt ügyként kezelte a kettős állampolgárságot, s mindvégig tevőleg segítette a népszavazási kampányt is
- március 23: sajtótájékoztató a délvidéki magyarokat ért atrocitások kapcsán
- június 4: Trianon-emléknap a délvidéki Nagyradonovácon
- június 30: a Magyarok Háza előtt megrendezett nagygyűlésen az EMI a korábban leadott 2000 aláírás mellett átadta a szervezet által összegyűjtött további 4500 aláírást a kettős állampolgárságról szóló népszavazáshoz kapcsolódóan
- augusztus 19-22: EMI-tábor Hegyközszentimrén
- szeptember 11: Az EMI által kiírt, „Egy élet Magyarországért” című történelmi esszéíró pályázat színes műsorral egybekötött eredményhirdetése Biatorbágyon
- december 22: az egyesület délvidéki, erdélyi és felvidéki képviselői jelképesen egy tál lencsét és kenyeret szerettek volna átadni az MSZP vezetőinek, akik a határon túli magyarok kettős állampolgárságáról szóló népszavazás kampányában arra hivatkozva buzdítottak nemre, hogy a határon túli magyarok majd elveszik a magyarországiak kenyerét

### 2005
- január: Trianon-filmvetítések Erdély-szerte, valamint könyvszállítás a nyugat-bácskai szórványba
- február 12: 700 db új, magyar nyelvű tankönyv (irodalom, történelem, ének) kiszállítása Nemesmiliticsre, Csonoplyára, Őrszállásra és Regőcére – a délvidéki szórványmagyarságnak
- február 25-27: a Trianon c. film vetítőkörútja Délvidéken (Törökbecse, Szabadka, Csóka)
- az EMI Trianon vetítőkörútja 2005 során bejárta a Kárpát-medence minden régióját
- március 5: Az EMI erdélyi testvérszervezetéhez csatlakozva megakadályozták, hogy a népszavazási kampányban nemre buzdító, kormánypárt Eörsi Mátyás (az RMDSZ-szenátor Eckstein-Kovács Péter társaságában) betegye a lábát Bocskai István szülőházába Kolozsvárott
- március 15: ünnepi megemlékezések szerte a Kárpát-medencében, az EMI szervezésében (Orom, Törökbecse, Kolozsvár, Nagyvárad, Sepsiszentgyörgy)
- április 1: irodalmi est Kosztolányi Dezső születésének 120. évfordulója alkalmából, a Szentgyörgyi EMI szervezésében
- április 16: Szent György-napi jótékonysági borkóstoló
- május: gyermeknap az EMI szervezésében az erdélyi Hegyközszentimrén
- május 26: EMI-seket vesznek őrizetbe Délvidéken, amiért tiltakozni próbáltak Gyurcsány Ferenc szabadkai látogatása ellen
- 8000 km Vámbéry nyomában:  júniusban indult el Dunaszerdahelyről nyolcvan napig tartó kerékpár-expedíciójára a komáromi (Felvidék) Bujna Zoltán. A cél: a neves kelet-kutató, Vámbéry Ármin nyomában eljutni Perzsia fővárosába, Teheránba. A kezdeményezés támogatója volt az Egyesült Magyar Ifjúság
- augusztus 11-15: EMI-tábor Gyergyószentmiklóson, amelyre már első alkalommal is több mint ezer fiatal látogatott el
- Felvidékre érkezik a Trianon c. film vetítőkörútja (Búcs, Komárom, Path)
- október: kopjafa állítása a délszláv háborúk magyar áldozatainak a délvidéki Kispiacon. Mindezidáig ez az idegen célokért folytatott háborúk áldozatává vált magyarok egyetlen emlékműve a Kárpát-medencében. A megemlékezéshez kapcsolódva táncházat is szervezett az EMI a fiataloknak
- október 15: részvétel a magyarverések elleni szabadkai tüntetésen. Ugyanekkor a Délvidéki Magyarok Közösségével karöltve az EMI aláírás-gyűjtésbe kezdett szerte a Kárpát-medencében Add a neved Délvidékért! címmel. Az akció során mintegy tizenötezer ember fejezte ki tiltakozását a féke-vesztett magyarellenes erőszak ellen
- a népszavazás traumájához kapcsolódva az EMI megalapította a Pro Unitate Hungarorum-díjat, amelyet az elnökség azoknak ítél oda, akik sokat tesznek a magyarság egységéért. Elsőként - 2005 decemberében -  Szigeti János, a felvidéki Búcs polgármestere kapta a díjat.

### 2006
- elindul a Wass Albert-könyvakció, melynek során az EMI – a Wass-család támogatásával – minden kárpát-medencei általános és középiskola könyvtárába egy-egy Wass Albert-könyvcsomagot juttat el
- július 7. és 9. között, Szabadka mellett, Palicsfürdőn megszervezésre kerül az EMI első délvidéki tábora
- augusztus 9. és 14.: II. EMI Tábor Erdélyben, amelyre immáron közel háromezren látogattak el, hogy a kulturált kikapcsolódás mellett szellemiekben is épüljenek. Táncház, íjászat, lovaglás, borkóstoló, koncertek, kézműves foglalkozások tarkították a programot
- szeptember: részvétel a Győrben megszervezett Magyar Örökség Hete rendezvényein
- a Trianon c. film vetítőkörútjának újabb felvidéki állomása: Kürt
- november:  a délszláv háborúk magyar áldozatainak emléket állító kispiaci kopjafa megkoszorúzása
- az év végére kétéves könyvosztó akciója végére érkezett az Egyesült Magyar Ifjúság. A közel húszezer tankönyvet magyarországi kiadók, iskolák és magánszemélyek ajánlották fel a Délvidéken szórványban élő magyarok javára. Az általános és középiskolásoknak szóló, részben új, részben használt tankönyveket a következő településekre juttatták el az EMI tagjai: Csonoplya, Zombor, Bezdán, Kúla, Temerin, Újvidék, Csóka, Nagykikinda, Szaján, Kisorosz, Törökbecse, Óbecse, Nagybecskerek, Muzslya, Magyarittabé, Torontáltorda, Beodra, Magyarcsernye, Székelykeve, Ürményháza, Torontálvásárhely, Pancsova, Sándoregyháza, Hertelendyfalva, Piros, Sátras, Maradék, Dobrodópuszta, Bácskossuthfalva, Bácsgyulafalva, Bajsa, Bácsföldvár, Tóba, Tamásfalva, Tiszaszentmiklós, Hódegyháza, Kishegyes, Törökfalu, Zentagunaras, Bácsfeketehegy, Kevi, Tornyos, Topolya, Ada
- a Nemzeti Tankönyvkiadótól elnyert hatvanezer tankönyvvel folytatódott az EMI könyvosztó akciója. A könyvmennyiség harmadát az Erdélyi Magyar Ifjaknak juttatta el az EMI, második harmadát a Kárpátaljai Magyar Pedagógus Szövetséggel karöltve osztja szét a Keleti-Kárpátokban, harmadik harmadát pedig a délvidéki szórvány legrászorultabbjai közé szállítja
- decemberben ismét átadásra került a Pro Unitate Hungarorum-díj, melyet ezúttal a DextraMedia Kft. médiaműhely nyert el
- december 29-én autóskaraván Kárpátaljára, karácsonyi szeretetcsomag a beregszászi idősek otthonába

### 2007
- január folyamán az EMI szervezésében a délvidéki Magyarkanizsai Udvari Kamaraszínház Erdély hat városában mutatta be a Magyarországon nagy sikerrel játszott A világ és a vége című drámát, mely Wass Albert Jönnek! és Adjátok vissza a hegyeimet! című kisregényeinek színpadi változata. Az előadásokat összesen közel háromezren tekintették meg
- iskolacsere-program indítása délvidéki és magyarországi intézmények között. Az EMI kiemelt fontosságúnak tartja a diákok megszólítását és célja, hogy a délvidéki ifjúság közösségekbe szervezve hitét, kultúráját, magyarságtudatát megőrizze. Ezen célok elérését szolgálta ez a program is
- a Vajdasági Magyar Pedagógus Egyesülettel karöltve tankönyv-támogatási program kezdeményezése Délvidék szórványmagyarság-lakta településein
- májusban részvétel a győri Magyar Örökség Hete rendezvénysorozaton
- június 8-án részben EMI-s szervezéssel és közreműködéssel nagy sikerű Wass Albert-est zajlott Zalaegerszegen. Az előadás később számos helyszínre meghívást kapott a 2008-as évre
- június 29. és július 1. között került sor a második délvidéki EMI-táborra, amelynek ezúttal Ada adott otthont. Közel ezer fiatal jött el a Kárpát-medence minden pontjáról, valamint a délvidéki szórványvidék néhány iskolájából is sikerült csoportokat szervezni a táborba
- augusztus 7. és 12. között zajlott a harmadik erdélyi EMI-tábor. Ebben az évben már mintegy ötezer fiatal sereglett össze Gyergyószentmiklóson, ahol a korábbi éveknél is színesebb program várta az érdeklődőket.  Az előző évhez hasonlóan 2007-ben is fellépési lehetőséghez jutottak tehetséges, fiatal együttesek, de a legnagyobb sikert a Kárpátia együttes  aratta. A táborban szervezték meg a második erdélyi íjásztalálkozót, amelyet versennyel kötöttek egybe
- szeptemberben az EMI részt vett és felszólalt a délvidéki polgári körök találkozóján
- november: a délszláv háború magyar áldozatainak emléket állító kispiaci kopjafa megkoszorúzása
- megkezdődtek a leendő budapesti EMI-klub létrehozásának munkálatai, amely közösségi helyiségként főleg a fiatalok kulturált, keresztény és nemzeti szellemiségű kikapcsolódását, önképzését hivatott szolgálni
- a Pro Unitate Hungarorum-díjat 2007-ben Ferkó Zoltánnak ítélte oda az EMI elnöksége,  aki Ausztrián és Olaszországon keresztül a Vatikánig kerékpározott, hogy ott aztán átadja a csángók magyar nyelvű misézésével kapcsolatos petícióját

### 2008
- az év során három településen került bemutatásra a Wass Albert műveiből összeállított irodalmi-zenés, Nem vész el a nyom címet viselő est
- márciusban az EMI és a Szatmári Híd Egyesület szervezésében sor került a partiumi Wass Albert-színdarabturnéra. A világ és a vége” című darab előadásait minden helyszínen hatalmas siker övezte
- július 4. és 6. között harmadik alkalommal került megrendezésre a délvidéki EMI-tábor, amelyen ezúttal kétezer érdeklődő vett részt
- augusztus 6. és 10. között került sor Erdélyben a negyedik EMI-táborra. A gyergyói rendezvény  résztvevőinek létszáma meghaladta a tízezret
- december 13-án az Egyesült Magyar Ifjúság a klubban ünnepelte meg fennállása 5. évfordulóját
- a Pro Unitate Hungarorum-díjat 2008-ban Radics Géza vehette át
- az év folyamán lezárult a több mint két éve zajló Wass Albert Könyvakció, melynek keretében közel 300 könyvcsomag kiosztására került sor, valamint megkezdődtek a 2009-es felvidéki és kárpátaljai könyvosztások előkészületei
- a 2008-as év az EMI-Klub kialakítása jegyében telt. Sikerült végül egy olyan központot kialakítani, amely a hazafias érzelmű magyar fiatalság találkozóhelyévé válhat

### 2009
- február 16. és február 21. között Nagyváradon, Bánffyhunyadon, Kolozsváron, Torockón, Marosvásárhelyen, Gyergyószentmiklóson, Gyimesközéplokon, Gyimesbükkön, Csíkszeredában, Székelyudvarhelyen és Déván Erdők meséje címmel mutatta be Wass Albert gyermekmeséiből készült összeállítását a Magyarkanizsai Udvari Kamaraszínház társulata az Erdélyi Magyar Ifjak és az Egyesült Magyar Ifjúság közös vállalkozásában
- március 21-22-én az EMI több mint negyven általános- és középiskolába juttatott el tankönyveket a Felvidék nyugati részén. Az Egyesült Magyar Ifjuság májusban Kelet-Felvidékre és Kárpátaljára, Tornyosnémeti, Szepsi, Zsarnó, Rozsnyó, Nagykapos iskoláiba, valamint a környékbeli települések oktatási intézményeibe szállított tankönyveket
- a tavasz során folytak a tábori előkészületek, több szervezői út vezetett Kenderesre illetve a zentagunarasi tábort előkészítendő, Délvidékre
- június 19-21 között rendezte meg az egyesület az első anyaországi EMI tábort a kenderesi Horthy-kastélyban.[4] A táborban volt újságíró-kerekasztal, művészettörténeti előadás, szó volt az uniós érdekérvényesítési lehetőségeinkről, közbiztonságról, előadások hangzottak el a fenntartható fejlődés témakörében is, valamint helyet kapott a Horthy Miklós Társaság által megrendezett konferencia is. A tábor programját hagyományőrző bemutatók, kézművesfoglalkozások, gyermekprogramok, borkóstolók valamint népzenei es könnyűzenei koncertek színesítették.  Az első kenderesi EMI-tábor résztvevőinek száma elérte az 1500 főt
- július 10-12. között immár negyedik alkalommal került megrendezésre a Délvidéki EMI-tábor. A rendezvény társszervezője volt a Zentagunarasi Ifjúsági Klub. Sztárzenekarokkal és a kárpát-medencei magyar közélet jeles előadóival találkozhattak, akik ellátogattak a táborba. Kétezer-ötszáz látogatójával a délvidéki EMI tábor 2009-re a Délvidék legjelentősebb magyar nemzeti rendezvényévé nőtte ki magát

### 2011
- EMI-tábort tartottak Kaposváron 2011.június 30. - július 03. között a Deseda-tónál.[5]